# Can't Stop This Thing We Started
Singles de Bryan Adams
(Everything I Do) I Do It for You
(1991) There Will Never Be Another Tonight
(1991)
Can't Stop This Thing We Started est une chanson interprétée par le chanteur de rock canadien Bryan Adams qu'il a co-écrite avec Robert Lange. Sortie en single le 15 septembre 1991, c'est le second extrait de l'album Waking Up the Neighbours, succédant à (Everything I Do) I Do It for You qui avait rencontré un énorme succès mondial.
La chanson se classe no 1 au Canada et deuxième dans le Billboard Hot 100 aux États-Unis. Elle intègre le top 10 dans les classements des ventes de plusieurs pays.

## Distinctions
En 1992, elle est nommée pour le Grammy Award de la meilleure chanson rock  et le Grammy Award de la meilleure prestation rock pour un artiste en solo.

## Classements hebdomadaires
| Classement (1991-1992)                 | Meilleure position |
| -------------------------------------- | ------------------ |
| Allemagne (GfK Entertainment)          | 14                 |
| Australie (ARIA)                       | 9                  |
| Autriche (Ö3 Austria Top 40)           | 14                 |
| Belgique (Flandre Ultratop 50 Singles) | 4                  |
| Canada (RPM 100 Singles)               | 1                  |
| États-Unis (Billboard Hot 100)         | 2                  |
| France (SNEP)                          | 10                 |
| Irlande (IRMA)                         | 4                  |
| Norvège (VG-lista)                     | 7                  |
| Nouvelle-Zélande (RMNZ)                | 7                  |
| Pays-Bas (Nederlandse Top 40)          | 5                  |
| Pays-Bas (Single Top 100)              | 10                 |
| Royaume-Uni (UK Singles Chart)         | 12                 |
| Suède (Sverigetopplistan)              | 3                  |
| Suisse (Schweizer Hitparade)           | 8                  |

## Certifications
| Pays                  | Certifications | Unités certifiées |
| --------------------- | -------------- | ----------------- |
| Canada (Music Canada) | Or             | 50 000            |
| États-Unis (RIAA)     | Or             | 500 000           |